# Ageleradix zhishengi
Ageleradix zhishengi — вид аранеоморфних павуків родини Agelenidae. Тіло досягає 5,5 мм завдовжки.

## Поширення
Ageleradix zhishengi поширений у лісах провінції Юньнань у Китаї.